# Барон Уиндлшем
Барон Уиндлшем из Уиндлшема в графстве Суррей — наследственный титул в системе Пэрства Соединённого королевства. Он был создан 22 февраля 1937 года для консервативного политика, сэра Джорджа Ричарда Джеймса Хеннесси, 1-го баронета (1877—1953). 24 января 1927 года для него уже был создан титул баронета из Уиндлшема в графстве Суррей. Он был депутатом Палаты общин от Винчестера (1918—1931), а также занимал посты вице-камергера королевского двора (1925—1928) и казначея королевского двора (1928—1929, 1931). Его старший сын, Джеймс Брайан Джордж Хеннесси, 2-й барон Уиндлшем (1903—1962), был бригадиром Гренадерской гвардии. Сын последнего, Дэвид Джеймс Джордж Хеннесси, 3-й барон Уиндлшем (1932—2010), консервативный политик, был лордом-хранителем Малой печати (1973—1974) и лидером Палаты лордов (1973—1974). В 1999 году он получил звание пожизненного пэра в качестве барона Хеннесси из Уиндлшема в графстве Суррей и смог продолжать заседать в Палате лордов после принятия Акта Палаты лордов 1999 года, который лишил наследственных пэров их автоматических мест в верхней палате парламента. По состоянию на 2024 год носителем титула являлся его сын, Джеймс Руперт Хеннесси, 4-й барон Уиндлшем (род. 1968).

## Бароны Уиндлшем (1937)
- 1937—1953: Джордж Ричард Джеймс Хеннесси, 1-й барон Уиндлшем (23 марта 1877 — 8 октября 1953), второй сын Ричарда Хеннесси (1836—1886);
- 1953—1962: Джеймс Брайан Джордж Хеннесси, 2-й барон Уиндлшем (4 августа 1903 — 16 ноября 1962), старший сын предыдущего;
- 1962—2010: Дэвид Джеймс Джордж Хеннесси, 3-й барон Уиндлшем (28 января 1932 — 21 декабря 2010), единственный сын предыдущего;
- 2010 — настоящее время: Джеймс Руперт Хеннесси, 4-й барон Уиндлшем (род. 9 ноября 1968), единственный сын предыдущего;
  - Наследник титула: достопочтенный Джордж Руперт Джеймс Хеннесси (род. 19 ноября 2006), единственный сын предыдущего.